# Транди, Натали
Натали Транди (англ. Natalie Trundy, 5 августа 1940, Бостон — 5 декабря 2019, Лос-Анджелес, Калифорния) — американская актриса.

## Биография
В 1970-е годы Натали снялась в нескольких фильмах из серии «Планеты обезьян», продюсером которых был её муж Артур Джейкобс. В фильме «Под планетой обезьян» она сыграла телепатического мутанта Альбину, доктора Стэфани ("Стиви") Брэнтон в «Бегстве с планеты обезьян» и шимпанзе Лизу, жену Цезаря, в «Завоевание планеты обезьян» и «Битва за планету обезьян».
Натали также снималась на телевидении в сериалах «Зона сумерек», «Перри Мейсон» и других. После смерти мужа, она стала управляющей его компании «APJAC Productions».
Транди умерла 5 декабря 2019 года в Лос-Анджелесе в возрасте 79 лет.

## Избранная фильмография
- Гекльберри Финн (1974) — Миссис Лофтус
- Битва за планету обезьян (1973) — Лиза
- Завоевание планеты обезьян (1972) — Лиза
- Бегство с планеты обезьян (1971) — Доктор Стэфани Брэнтон
- Под планетой обезьян (1970) — Албина
- История в Монте-Карло (1957) — Джейн Хинкли